# Plná bedna šampaňského
Plná bedna šampaňského je první povídková kniha českého spisovatele, prozaika a novináře Oty Pavla. Vyšla v roce 1967 v nakladatelství Olympia, tři roky po jeho úspěšné reportážní črtě Dukla mezi mrakodrapy. V příbězích této knihy zůstává věrný sportovní tematice, ve které vyniká tak, že ho můžeme nazývat mistrem.
Nejvíce Pavlova díla ovlivnil jeho otec. Již v mládí u něj vytvářel kladný vztah a lásku k přírodě. Zasvětil ho do kouzel rybaření a také ke sportu a rodné zemi.
Ve svých prózách zkoumá povahu a mravy člověka. Napsal spoustu povídek a reportáží, které shrnul do pěti knižních vydání a právě jedním z nich je zmiňovaná povídková kniha: Dukla mezi mrakodrapy (1964), Plná bedna šampaňského (1967), Pohár od Pánaboha (1971), Syn celerového krále (1972), Pohádka o Raškovi (1974).

## Děj
Kniha Plná bedna šampaňského obsahuje 12 povídek o životních okamžicích více či méně známých vrcholových sportovců, o jejich vítězstvích i prohrách, vrcholných výkonech i ústupu ze slávy. Příběhy také popisují jejich lidské vlastnosti a stránky. Postavy jsou Pavlovými současníky, první generace socialistické éry.
Objevují se zde nezapomenutelní sportovci jako Emil Zátopek, Eva Bosáková, Alois Hudec a další. Tvoří společně zakladatelskou tradici socialistické tělovýchovy. Někteří z nich dosáhli svých vítězství za skromných podmínek, i to popisuje Pavel ve svých povídkách, které můžeme nazvat jeho svědectvím.

## Povídky
- Poslední zápas Františka Kloze – František Kloz jakožto slavný kladenský fotbalový kanonýr šel koncem války bojovat proti Němcům. S průstřelem byl převezen do lounské nemocnice. Nemocnou nohu si však nechtěl nechat amputovat, nedokázal si představit život bez kopané. Bohužel než se rozmyslel, bylo pozdě a ve svých 40 letech zemřel.
- Omyl – cyklista, jenž jezdil Závod míru. Při desátém ročníku tohoto závodu byl Jan Veselý těžce nemocen, ale nikdo mu to nechtěl uvěřit. Nakonec závod vzdal a musel odevzdat všechna předchozí ocenění funkcionářům, dokonce i svůj titul mistra sportu. Tím jeho kariéra sportovce skončila. Za několik let se mu ale omluvili, že všechno byl omyl a jeho ocenění se mu na stará kolena vrátila. Promarněné roky života mu však nikdo nevrátil.
- Sedm deka zlata – povídka o Aloisi Hudcovi, mistru světa v gymnastice. Za okupace měl zakázáno cvičit a proto si při velkém nadšení z prvního poválečného cvičení zlomil obě nohy. To mu ale nezabránilo po nějaké době opět vyhrávat závody.
- Jak to tenkrát běžel Zátopek – povídka vypráví příběh o začátcích kariéry slavného atletického běžce Emila Zátopka.
- Salto nazad – příběh o sportovní gymnastce Evě Bosákové, která se bála skočit salto nazad. To se jí ale nakonec podařilo a vyhrála zlatou medaili na mistrovství světa v Moskvě.
- Bratři – příběh o hokejových bratrech Tikalových (František a Zdeněk).
- Prokletý cyklista – cyklista Jan Kubr měl prokletý osud, zřejmě mu ho předurčily staré báby u kolíbky. Již v dětství si chozením dlouhých kilometrů do mlýna pro mouku založil na budoucí onemocnění, křečové žíly.
- Brankář – životní příběh hokejového brankáře Josefa Mikoláše.
- Výstup na Eiger – Radovan Kuchař a Zdeno Zibrín se jakožto horolezci vydávají na nebezpečný výstup na Eiger.
- Plná bedna šampaňského – přímý přenos ze zápasu házenkářů pražské Dukly.
- Skokani – příběh o skokanech popisuje světový rekord skoku na lyžích Dalibora Motejlka.
- Pár kilometrů od Terezína – Ladislav Heller, silniční cyklista při cestě domů po kolejích upadl do bezvědomí. Neviděl tak světla blížícího se rychlíku.

## Úryvky z knihy
„Konečně stanul na startovní čáře vedle světového rekordmana Heina. Ještě mnohokrát běžel se soupeři a proti rekordním časům, ale tohle byl jeho nejtěžší závod života. Naplněné hlediště vítalo Heina, jenž v Helsinkách nikdy neprohrál a nesl dál pochodeň slavných severských běžců Kolehmainena, Nurmiho, Ritoly, Hágga. Ještě nevyběhli, a obecenstvo už skandovalo: „SUOMI! – FINSKO!" Náhle si uvědomil, že dnes vlastně proti němu poběží nejen Heino, ale celá tato sportovní země, celý sportovní sever Evropy, který se nechce smířit s koncem své slavné běžecké nadvlády.“ – úryvek z povídky Jak to tenkrát běžel Zátopek
„Měl jsem až do dneška pověst nejlepšího brankáře světa. Odborníci napsali, že Jiří Vícha působí odstrašujícím dojmem a bere střelcům dech. Vynašel jsem prý nový styl. Neefektní styl, neskáču a nepadám – padáním se člověk vyřazuje z další hry – jen strkám ruce a nohy tam, kam je třeba. A musí to být sakramentsky rychle, experti změřili rychlost míče vystřeleného z náskoku – sto pětadvacet kilometrů v hodině. Účelní Němci, jejichž učitelé Heiser a Schelenz vynalezli házenou před padesáti lety, byli do mě a mého stylu tak trochu paf, uznávali ho, došlo to tak daleko, že si zjistili datum narození mé dcery Marcely a poslali jí pár dní před tím výročím panenku. Zápas začal... “ – úryvek z povídky Plná bedna šampaňského 
„Do jeho blízkosti padne letecká bomba, jako by si smrt chtěla pojistit jeho odchod na onen svět. Na pokoji jsou jen dvě lůžka. Jedno jeho, na druhém bdí Jindra, chce mu svou přítomností pomoci v nejtěžších dnech. Píchají mu morfium, tiší bolesti. Bojuje dlouho svůj zápas. Poslední zápas. Ví už, že zemře. Proč do toho boje vlastně šel?“ – úryvek z povídky Poslední zápas Františka Kloze